# St. Leonhard (Esterndorf)

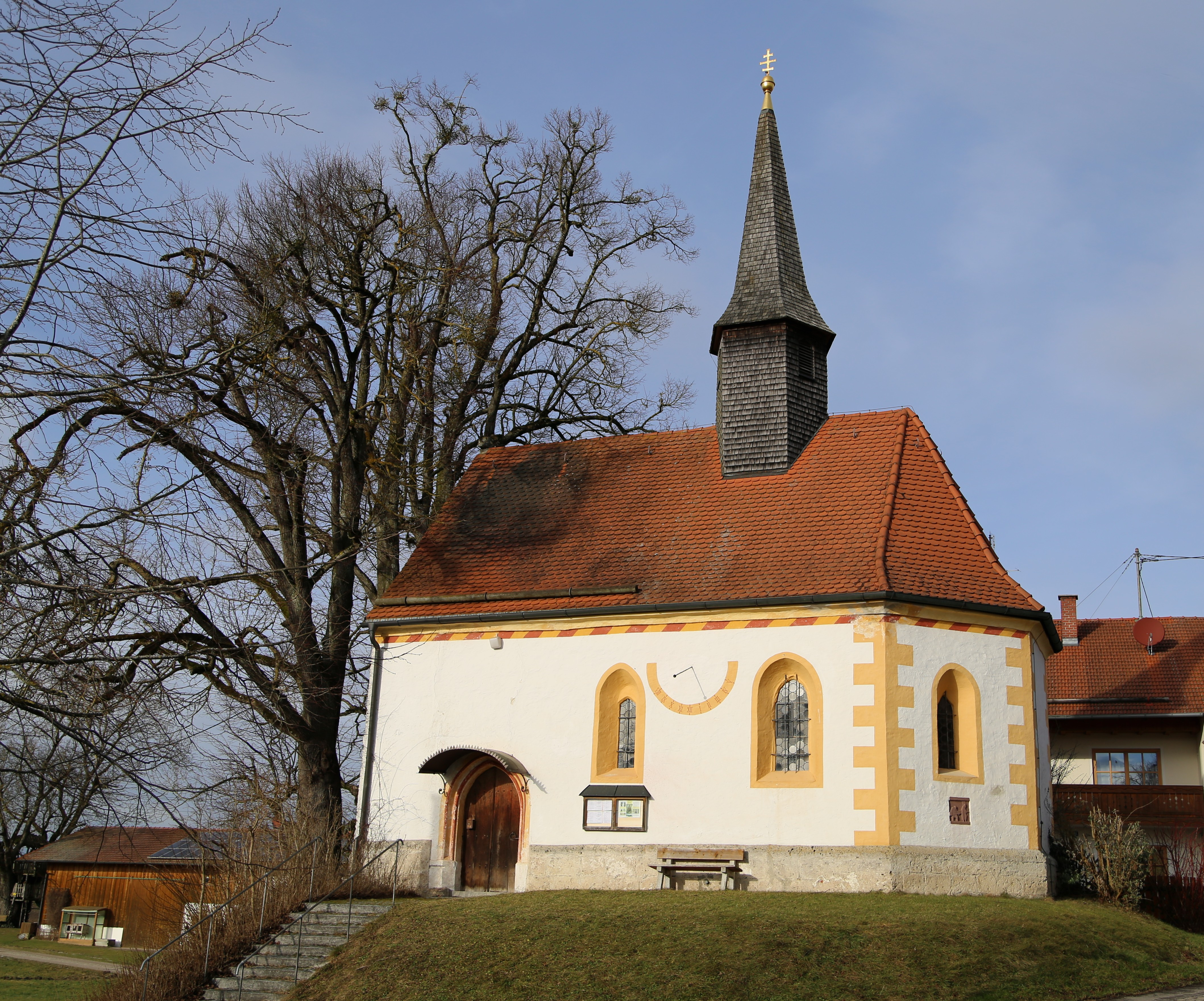
St. Leonhard in Esterndorf

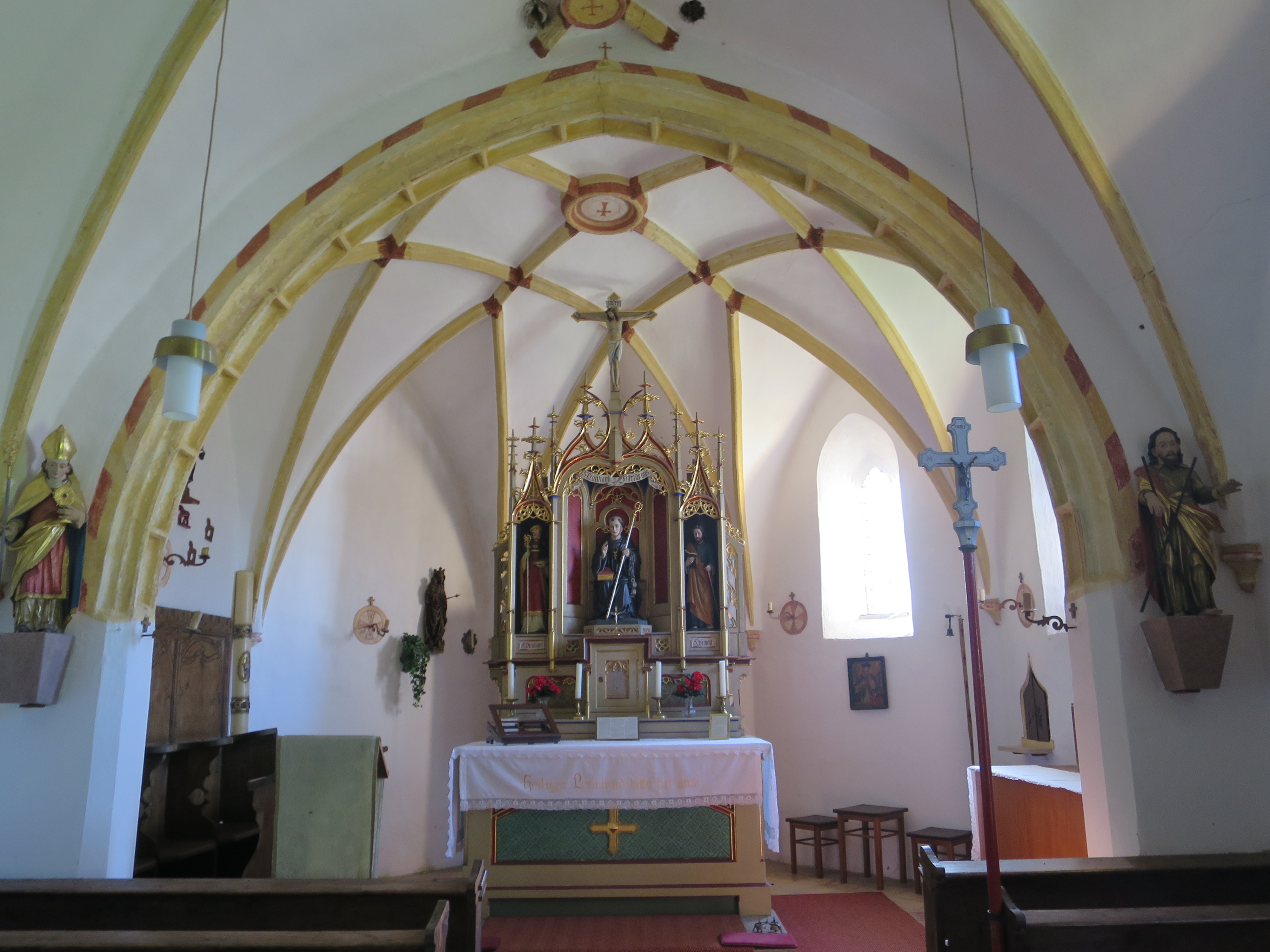
Hochaltar

Die römisch-katholische Filialkirche St. Leonhard steht in Esterndorf, einem Gemeindeteil der Gemeinde Oberpframmern im oberbayerischen Landkreis Ebersberg. Das Bauwerk ist in der Liste der Baudenkmäler in Oberpframmern als Baudenkmal unter der Nr. D-1-75-131-8 eingetragen. Die Kirche gehört zum  Dekanat Ebersberg im Erzbistum München und Freising. Kirchenpatron ist Leonhard von Limoges.

## Beschreibung
Die spätgotische Saalkirche wurde um 1500 erbaut. Sie besteht aus dem im Kern älteren Langhaus und einem dreiseitig geschlossenen Chor im Osten. Aus dem Satteldach des Langhauses erhebt sich im Osten ein sechseckiger, verschindelter Dachreiter, der mit einem spitzen Helm bedeckt ist.
Der Innenraum ist mit einem Kreuzrippengewölbe überspannt und mit Votivgaben aus dem 18. und 19. Jahrhundert ausgestattet. Der Hochaltar stammt aus dem 19. Jahrhundert. Der Chorbogen wird flankiert von den Skulpturen des Apostel Andreas und des Nikolaus von Myra. Das Chorgestühl und Teile der Kirchenbänke stammen aus der Erbauungszeit.